# Las odroślowy

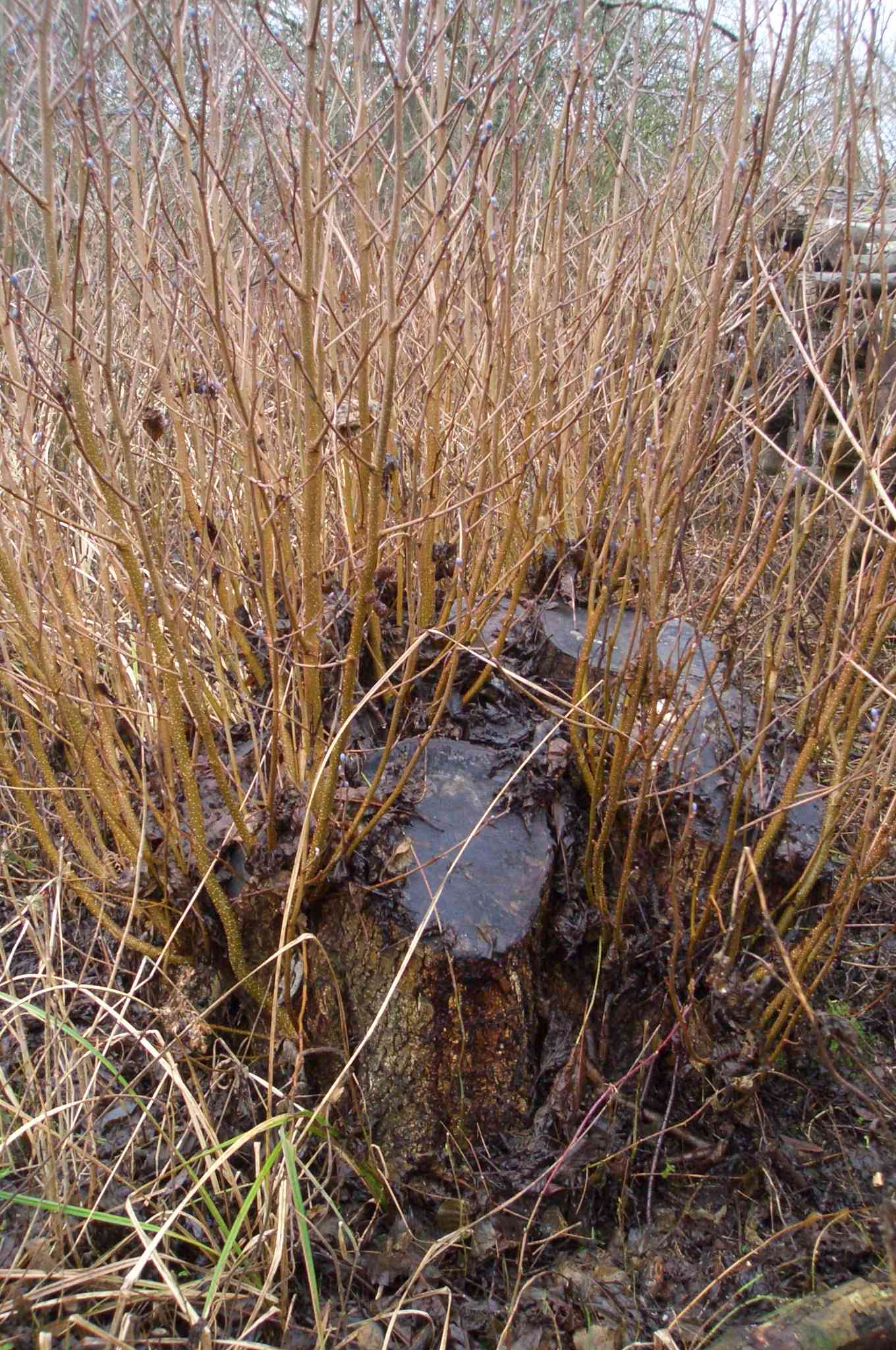
Odrosty po ścięciu olszy

Las odroślowy (zwany też w leśnictwie lasem niskopiennym) – las powstały jako efekt cięć, które prowadzą do powstawania odrośli. Drzewostan w lesie odroślowym jest pochodzenia wegetatywnego. Regularne cięcia zapewniają kontynuację przyrostów drzew, a pozyskany materiał przeznaczany jest na różne cele użytkowe. Lasy odroślowe tworzą bardzo zróżnicowane ekosystemy nawet na stosunkowo niewielkich terenach.

## Powstawanie lasów odroślowych

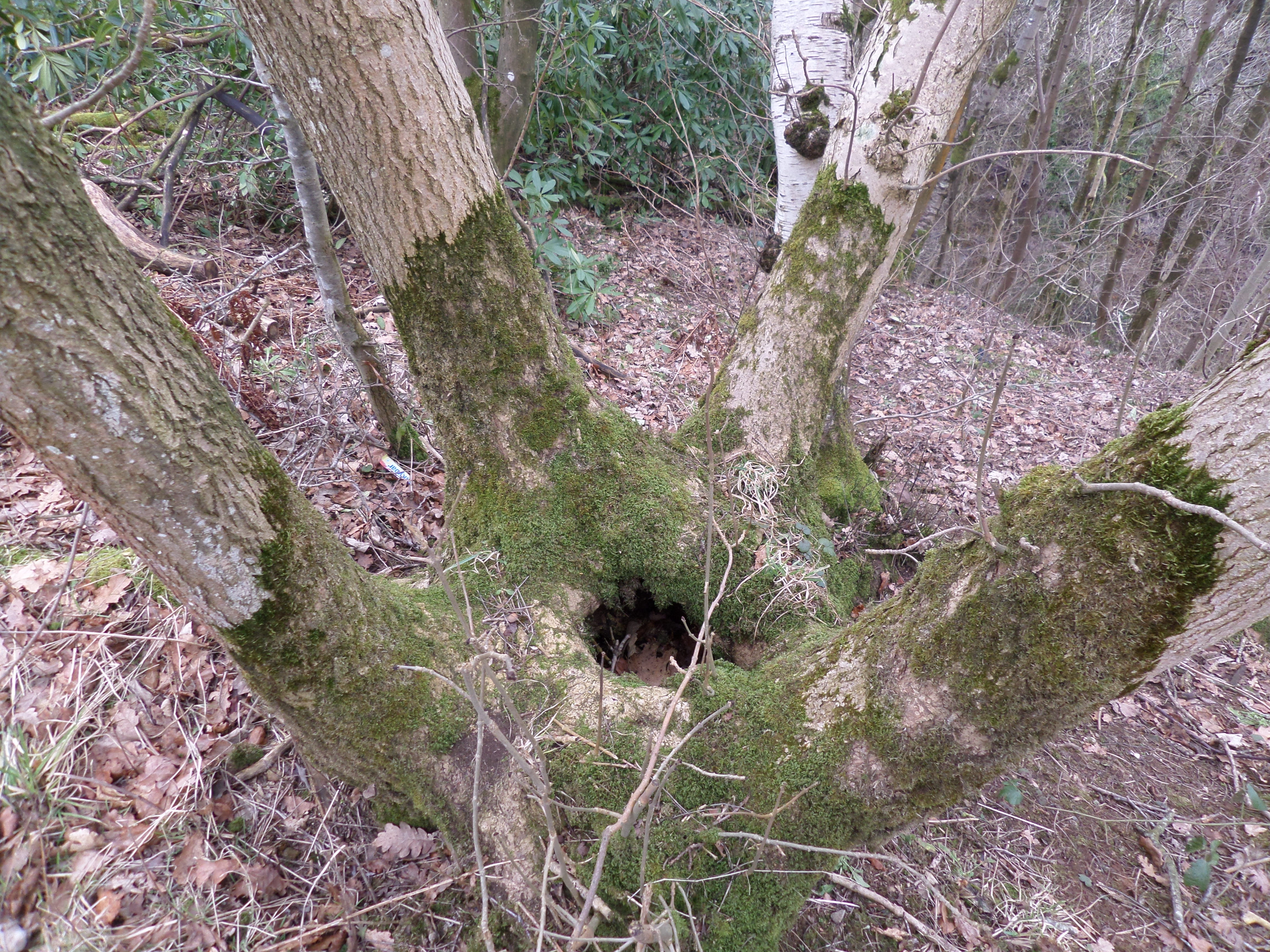
Odroślowe pnie jesiona wyniosłego

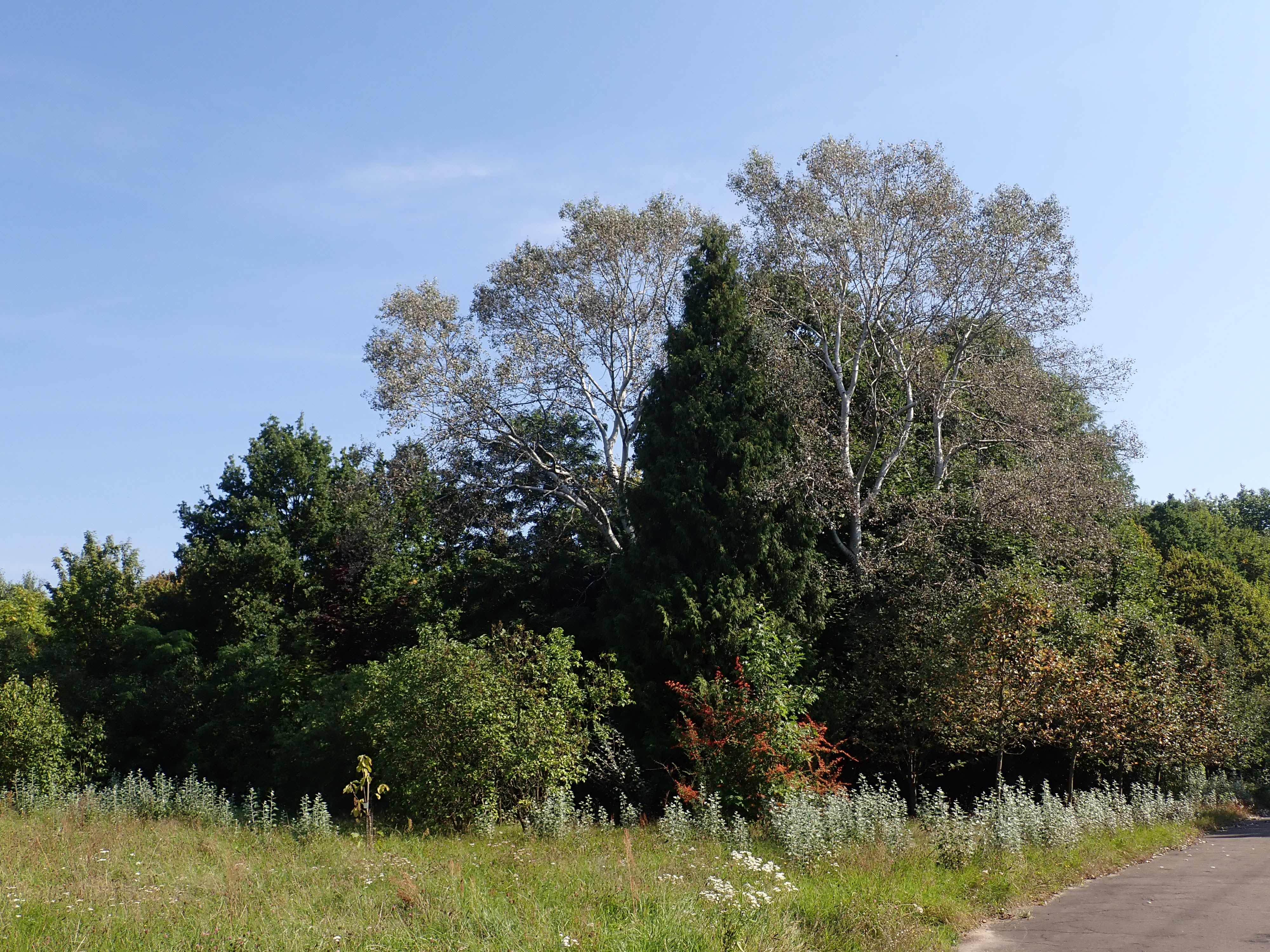
Topola biała tworząca liczne odrośla

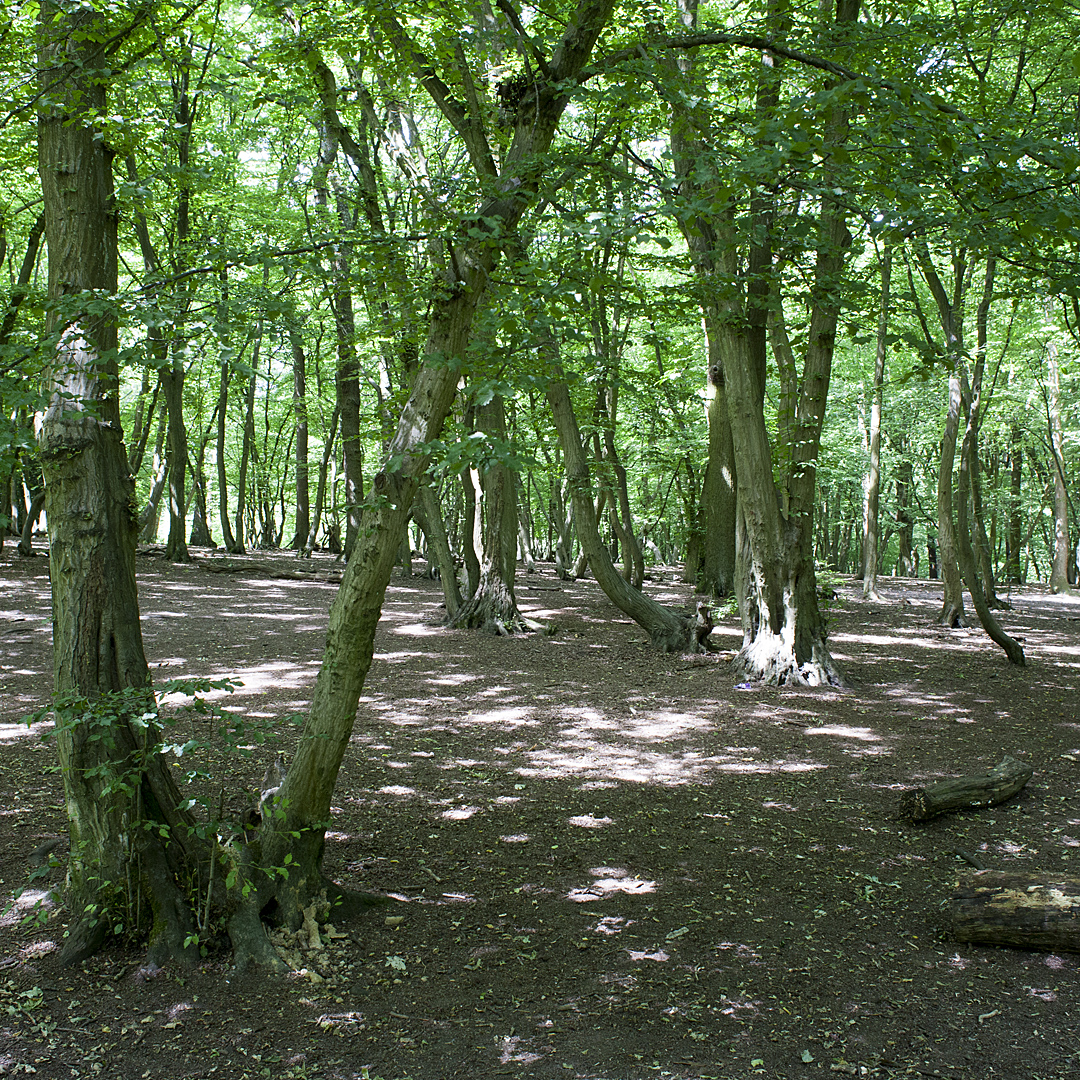
Grabowy las odroślowy

Odrośla wyrastają z pąków śpiących lub przybyszowych. Do wzrostu pobudzić może je uszkodzenie pędu głównego (ścięcie lub pożar) albo zwiększony dostęp światła. Pąki przybyszowe powstające w efekcie zranienia, mogą prowadzić do powstania odrośli na pędach, ale i korzeniach. Drzewa rosnące w lasach odroślowych, rozmnażające się wegetatywnie, cechują się niższym przyrostem na wysokość i gorszą jakością drewna niż osobniki drzew sadzonych z nasion (rozmnażanych generatywnie). Krótki cykl rozwojowy ma jednak wymiar ekonomiczny. W początkowej fazie wzrostu lasów odroślowych drzewa rosną szybko, korzystają bowiem z dostępnego systemu korzeniowego, jednak po upływie 20-30 lat ich tempo wzrostu maleje, przez co też maleje ich wydajność. Pielęgnacja lasu odroślowego związana jest z usuwaniem nadmiernej liczby powstałych na jednym pniu odrośli.
Lasy, w których część drzewostanu ma pochodzenie odroślowe, a część nasiennego nazywane są gospodarstwem leśnym połączonym.

## Gatunki drzew wykorzystywane w lasach odroślowych
Gatunki drzew leśnych cechują się różną zdolnością do tworzenia odrośli. Najwyższa zdolność odroślowa, dla rodzajów naturalnie występujących w Polsce cechuje: dęby, lipy, wierzby, topole, wiązy, klony, olsze i graba. Ponadto w krajach europejskich hoduje się różne gatunki dębów, kasztana jadalnego, jarzęby oraz leszczynę pospolitą, a także gatunki drzew obcego pochodzenia np. eukaliptus, robinia akacjowa. Zdolność regeneracji tych gatunków może trwać do 100 lat. Zmienna zdolność do regeneracji przez odrośla cechuje buka zwyczajnego i brzozę. Buk zwyczajny można ścinać i wykorzystywać co 20–25 lat, gdy rośnie na żyznych stanowiskach. Natomiast u brzozy zdolność regeneracji słabnie z wiekiem, wykorzystywana jest jedynie w lasach o krótkim cyklu rotacji.

### Odrośla pędowe
Gatunki drzew można podzielić także ze względu na wysokość, na której powstają odrośla. W wyższych partiach pnia łatwiej uzyskać odrośla dla gatunków takich jak np. wierzba, topola i grab. U lipy, leszczyny, brzozy odrośla łatwiej powstają w niższych partiach pnia. 

### Odrośla korzeniowe
Gatunkami podatnymi na powstawanie odrośli korzeniowych są: topola osika, olsza szara, wiązy, klon polny, dzikie drzewa owocowe, robinia akacjowa. 

## Przeznaczenie
Ten typ lasu jest źródłem drewna o niewielkich wymiarach, często przeznaczanego na opał. Ponadto wykorzystywane było do produkcji tyczek, elementów ogrodzeń, na papierówkę. Dłuższe okresy rotacji 40 lat i więcej pozwalały na pozyskanie drewna o większej średnicy i wysokości. 

## Historia użytkowania
Lasy odroślowe były powszechnie wykorzystywaną formą pozyskiwania drewna liściastego w Europie, zanim na masową skalę rozwinięto szkółkarstwo. Częściej lasy te występowały w krajach o łagodnym klimacie. Lasy odroślowe poddawane były rębni zupełnej w regularnych odstępach czasu.

### Zalety prowadzenia lasów niskopiennych
- niski koszt odnowienia[2],
- nieskomplikowane prace hodowlane[2],
- krótki cykl produkcji drewna małej średnicy[2] (początkowy wzrost nawet 20-krotnie szybszy niż drzew z nasion)[1],
- niska podatność na szkody wyrządzone przez wiatr[2],
- większa odporność na choroby, zwłaszcza grzybowe[1].

### Wady
- niska jakość produkowanego drewna[2],
- niewielkie rozmiary surowca[2].

## Współczesne lasy odroślowe
Wykorzystania lasów odroślowych  na szerszą skale zaprzestano po rewolucji przemysłowej, kiedy wzrosło zapotrzebowanie na wielkowymiarowy surowiec drzewny dobrej jakości. Zaspokojenie potrzeb było możliwe dzięki m.in. wykorzystaniu szybko rosnących lasów iglastych.
W Polsce lasy odroślowe występują na obszarze 21,5 tys. ha, z tego 89% znajduje się na terenie Lasów Państwowych. 
Polityka Unii Europejskiej doprowadziła do wzrostu zainteresowania uprawą wierzb i topól na cele energetyczne, w szybkich cyklach rotacyjnych.
Lasy odroślowe spotykane są na południu Europy nad Morzem Śródziemnym i Półwyspie Bałkańskim. We Francji stanowią 6,4 mln ha, Hiszpanii 4 mln ha, Włochy 3,6 mln ha, Bułgaria 2 mln ha, Serbia 1,5 mln ha.